# Charlie Bone
Charlie Bone è una serie di otto romanzi fantasy e d'avventura ambientati nella scuola di magia della famiglia Bloor, scritti dall'autrice inglese Jenny Nimmo, pubblicati per la prima volta dalla Egmont dal 2002 fino al 2009, mentre in Italia la serie, pubblicata da Piemme dal 2004 fino al 2006, si è fermata solo al terzo numero. In Inghilterra e negli Stati Uniti la serie è conosciuta anche come Children of the Red King.
L'autrice Jenny Nimmo sta ora scrivendo un prequel, intitolato Chronicles of the Red King, il cui secondo volume è stato pubblicato nell'aprile 2012, ma non è ancora stato tradotto in lingua italiana.

## Serie
Charlie Bone comprende otto romanzi, di cui i primi tre tradotti in italiano e pubblicati in Italia. Nell'ordine sono:
1. Charlie Bone e la scuola di magia (2002, in Italia 2004)
2. Charlie Bone e la sfera del tempo (2003, in Italia 2005)
3. Charlie Bone e il ragazzo invisibile (2004, in Italia 2006)
4. The Castle of Mirrors (2005)
5. Charlie Bone and the Hidden King (2006)
6. Charlie Bone and the Wilderness Wolf (2007)
7. Charlie Bone and the Shadow of Badlock (2008)
8. Charlie Bone and the Red Knight (2009)

## Trama

### Charlie Bone e la scuola di magia
Quando Charlie Bone scopre di avere dei poteri magici, ovvero di poter sentire le voci nelle fotografie, la nonna Griselda Bone e le sue bisbetiche sorelle lo iscrivono all'Accademia della famiglia Bloor. Charlie, dopo aver accettato con riluttanza di andare nella nuova scuola, all'Accademia incontra nuovi amici: Fidelio, un musicista di talento, Olivia, un'aspirante attrice i cui capelli sono spesso tinti di sfumature colorate, Gabriel, che può sentire le emozioni dei precedenti proprietari dei vestiti che indossa, e Billy, un albino che può parlare con gli animali. Charlie rimane ancora in contatto con il suo vecchio amico Benjamin Brown e il cane di Benjamin, Pistacchio, e riceve anche la visita di Mr. Onimous e i suoi tre gatti Leone, Ariete e Sagittario, le cosiddette "fiamme". Le Fiamme aiutano Charlie e gli danno indizi su quello che deve fare. Mr. Onimous dice a Charlie che c'è una ragazza all'Accademia Bloor che è rimasta ipnotizzata e, quindi, devono svegliarla. Egli sospetta fortemente che la ragazza sia Emilia Moon, una fanciulla tranquilla ma strana. Il padre della ragazza, un inventore, è riuscito a creare una macchina per svegliarla. Charlie cerca di trovarla e aprire la cassa che contiene la macchina in modo da svegliarla, ma il ragazzo si imbatte in un grosso problema, poiché la famiglia Bloor è decisa a fermarlo in ogni maniera possibile. Charlie Bone, però, con l'aiuto dei suoi nuovi amici alla fine riusciranno nell'intento di risvegliare la ragazza. Ma il caso di ipnotismo della ragazza, il cui nome è Emilia Moon, sembra essere collegato alla misteriosa sparizione, avvenuta anni e anni prima, di Lyell Bone, il padre di Charlie. Così si conclude il primo anno all'Accademia per il giovane mago, il cui dubbio più grande sarà proprio collegato alla sparizione di suo padre.